# Classe Unryu
La classe Unryu (雲龍型航空母艦?, Unryū-gata kōkū-bokan) fu una classe navale di portaerei giapponesi sviluppate per la Marina imperiale giapponese durante le fasi finali della Guerra del Pacifico, il maggiore teatro bellico orientale della seconda guerra mondiale.
Delle 16 unità previste dallo stato maggiore della marina imperiale per reintegrare la flotta delle portaerei perse durante la battaglia delle Midway, solo 6 vennero realizzate, tutte varate ma solo tre ultimate e utilizzate durante il conflitto: le portaerei Amagi, Katsuragi e la capoclasse Unryu. Le rimanenti, Aso, Kasagi e Ikoma, vennero catturate a fine guerra e demolite nel 1947. Pur se sostanzialmente identiche nella progettazione, alcune unità variavano tra loro nell'apparato motore e nelle conseguenti prestazioni.